# リアム・ウィリアムズ
リアム・ウィリアムズ（Liam Williams、1991年4月9日 - ）は、プレミアシップサラセンズに所属するラグビーユニオンの選手。

## プロフィール
- ウェールズ・スウォンジー出身。
- ポジションはウィング(WTB)、フルバック(FB)。
- 身長 188 cm、体重 87 kg
- U20ウェールズ代表に選ばれたことがある[1]。
- ウェールズ代表キャップは91（2024年11月現在）でラグビーワールドカップ2015・ラグビーワールドカップ2019・ラグビーワールドカップ2023のウェールズ代表に選ばれた。
- ブリティッシュ・アンド・アイリッシュ・ライオンズに選ばれたことがある[2]。

## 略歴
ラネリーRFC、スカーレッツ、サラセンズを経て、2020年、スカーレッツに復帰。
2022年、カーディフに加入。
2023年、クボタスピアーズ船橋・東京ベイに加入。同年12月24日に行われたJAPAN RUGBY LEAGUE ONE第3節静岡ブルーレヴズ戦にて先発出場で日本での公式戦初出場を果たした。
2024年11月25日、クボタスピアーズ船橋・東京ベイ退団発表。翌11月26日、サラセンズに復帰。